# Iris-slægten
 For alternative betydninger, se Iris.
Iris-slægten (Iris) er udbredt med ca. 300 arter i Europa, Mellemøsten, Asien og Nordamerika. Det er stauder med kraftige, vandrette jordstængler og oprette sværdformede blade. Blomsterne er tretallige med farvede bægerblade. Frugterne er tørre kapsler med mange frø.
| Beskrevne arter |

- Japansk iris (Iris ensata)
- Stinkiris (Iris foetidissima)
- Græsbladet iris (Iris graminea)
- Japansk sumpiris (Iris laevigata)
- Dværgiris (Iris lutescens)
- Gul iris (Iris pseudacorus)
- Lav iris (Iris pumila)
- Våriris (Iris reticulata)
- Sibirisk iris (Iris sibirica)
- Blå iris (Iris spuria)
- Amerikansk sumpiris (Iris versicolor)

| Hybrider |

- Iris x germanica (Have-Iris)
- Iris × monnieri
- Iris × sambucina

| Andre arter |

| - Iris albicans - Iris albomarginata - Iris atropurpurea - Iris bracteata - Iris brevicaulis - Iris caucasica - Iris colchica - Iris danfordiae - Iris decora - Iris domestica - Iris falcata - Iris hartwegii | - Iris hoogiana - Iris humilis - Iris japonica - Iris juncea - Iris koreana - Iris lacustris - Iris latifolia - Iris magnifica - Iris missouriensis - Iris pallida - Iris persica - Iris pontica | - Iris sanguinea - Iris setosa - Iris stolonifera - Iris susiana - Iris unguicularis - Iris variegata - Iris wilsonii - Iris xiphium |